# أورفورد (نيوهامشير)
أورفورد (بالإنجليزية: Orford, New Hampshire) هي معلم جغرافي تقع في الولايات المتحدة في مقاطعة غرافتون (نيوهامشير). يقدر عدد سكانها بـ 1,237 نسمة ومساحتها 124.4 كم2 وترتفع عن سطح البحر 124 متر.